# Frein à main

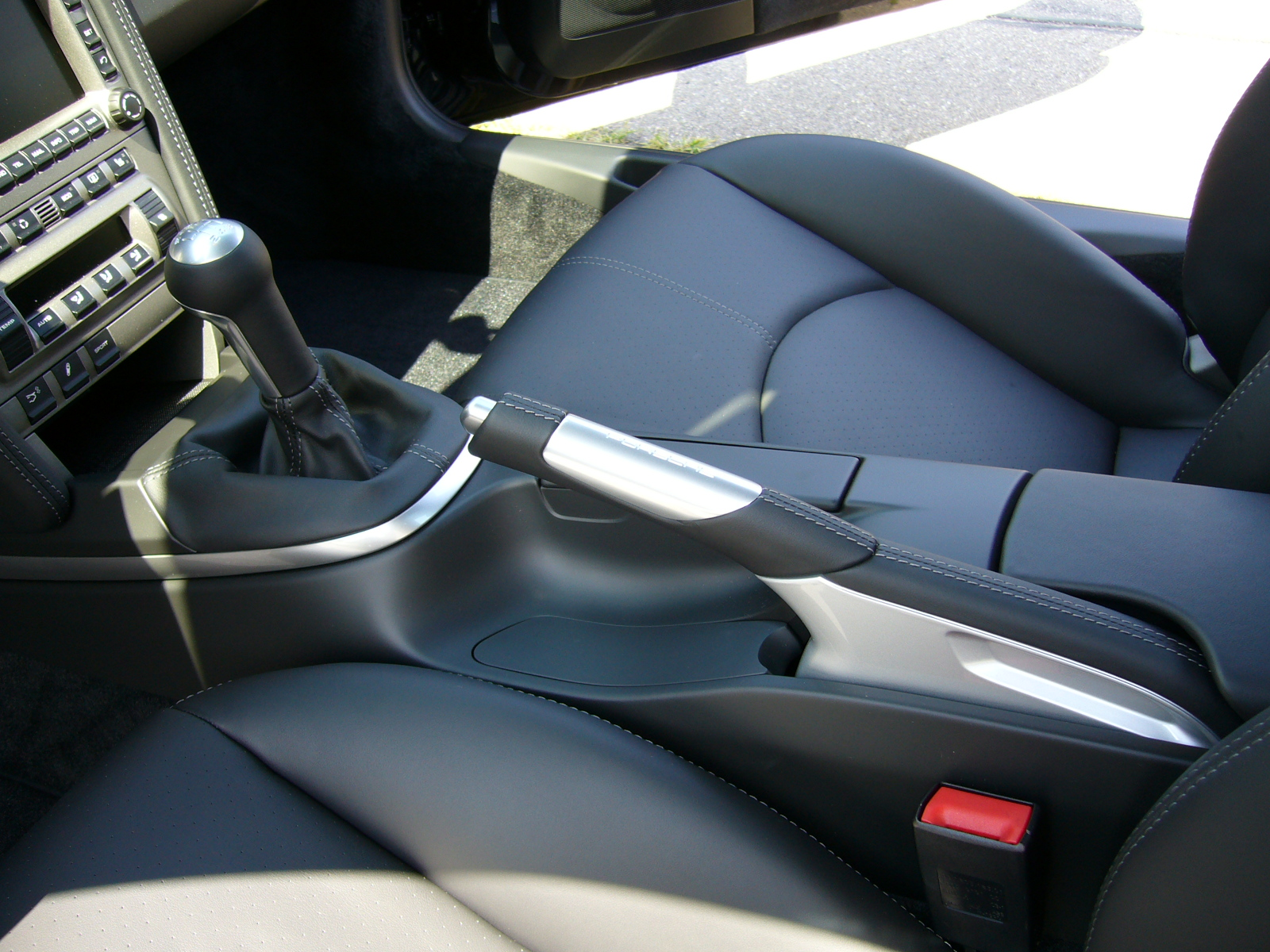
Levier de frein d'une Porsche 911

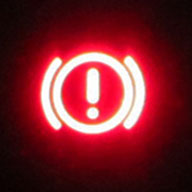
Témoin indiquant que le frein à main est enclenché

Le frein de stationnement, frein de parking, frein de parcage, plus communément appelé « frein à main » ou « frein de secours », sert à garantir l'immobilisation d'un véhicule à l'arrêt par l'action d'un levier ou d’un bouton.
Il n'est pas prévu pour servir à arrêter le véhicule, néanmoins il peut être utilisé, en cas d'urgence, comme « frein de secours », si le système de freinage hydraulique est défaillant.
Il permet de garder immobile un véhicule, même dans une pente. Il peut également servir en cas de démarrage en côte, pour empêcher une voiture à boîte de vitesses manuelle de reculer, en effet, il est difficile dans cette situation d'utiliser le frein à pied classique, un pied étant sur la pédale d'embrayage et l'autre sur l'accélérateur.

## Principe
Le frein à main utilise des organes alloués au système de freinage. Que ce soit à disque ou à tambour, le principe est de bloquer une ou plusieurs roues sur un même essieu, afin d'empêcher le mouvement rotatif et, donc le déplacement du véhicule. Moins sollicité que le dispositif de freinage traditionnel, un simple câble permet d'actionner le dispositif. Dans le cas de frein à disques, des plaquettes viennent pincer les disques les empêchant de tourner et, sur les freins à tambour, les garnitures de frein (ou mâchoires) sont plaquées sur le tambour empêchant aussi leur rotation. Principalement présent sur les roues arrière, le frein à main peut être monté sur les roues avant. En général, il se commande en actionnant un levier disposé entre les sièges avant d'une automobile.

## Types de frein de stationnement
Dans les véhicules équipés de freins à disque arrière, le frein de stationnement actionne les étriers à disque (avec beaucoup moins de force) ou un petit frein à tambour logé dans le moyeu (la circonférence intérieure du disque est souvent utilisée au lieu d'un tambour séparé). 
Une autre configuration moins courante pour les disques arrière est l'utilisation d'un étrier séparé, plus petit et actionné par câble utilisé exclusivement pour le frein de stationnement. Ceci est parfois utilisé comme alternative à un frein de stationnement à tambour séparé lorsque des étriers principaux à plusieurs pistons sont utilisés.
Un certain nombre de véhicules de production, de camions légers et moyens et de camping-cars ont été fabriqués avec un frein à tambour séparé sur la transmission; appelé un frein de transmission. Cela présente l'avantage d'être totalement indépendant des autres systèmes de freinage. Ceci est efficace lorsqu'il y a plusieurs essieux moteurs, toutes les roues motrices sont freinées en même temps.
Sur les véhicules à transmission automatique, la position « P » (pour « parking ») bloque le train d'engrenage de la transmission bloquant ainsi l'essieu moteur, ce dispositif complète l'action du frein à main manuel qui agit souvent sur l'autre essieu.

## Évolutions de la commande
Des variantes sont apparues :
- Des freins de stationnement actionnés avec le pied (on enfonce une pédale sur le plancher - sur les Citroën DS, Citroën XM ou Mercedes-Benz par exemple)[3] ;
- Commande de frein à main au tableau de bord (comme sur les Renault 4, Citroën 2CV ou GS)[4] ;
- Les freins de stationnement commandés électriquement (et souvent automatiquement à l'arrêt du véhicule) sont de plus en plus répandus[5].

## Efficacité
Suivant les systèmes et le type de véhicule, l'efficacité du frein à main peut être insuffisant. On peut renforcer son rôle avec une cale (elle était fournie de série avec les Citroën 2CV) ou alors en enclenchant un rapport dans la boîte de vitesses du véhicule, la compression du moteur utilise alors le phénomène de frein moteur pour empêcher le mouvement rotatif des roues par la simple force de gravité (voiture en pente entraînée vers le bas).

## Frein de secours
Sauf sur certaines automobiles récentes, le frein à main commande les patins de frein des roues arrière par l'intermédiaire d'un simple câble. Ainsi, contrairement à la commande principale de freinage (hydraulique), il ne nécessite pas d'alimentation électrique ni de fluide hydraulique et, est moins sujet aux pannes. C'est pourquoi le frein à main fait souvent office de « frein de secours » : en cas de défaillance du système principal, il permet malgré son efficacité moindre, de ralentir et de stopper le véhicule.
Le frein de secours est une obligation pour tous les véhicules automobiles, mais certains modèles récents sont équipés d'un frein de parcage et de secours électrique, donc n'ont plus de commande mécanique de secours.